# Гейтс (Орегон)
Гейтс (на английски: Gates) е град в окръг Мариън, щата Орегон, САЩ. Гейтс е с население от 471 жители (2000) и обща площ от 1,6 km². Намира се на 60,35 m надморска височина. ЗИП кодът му е 97346, а телефонният му код е 503.